# Черкези (село)
Черкези (на македонска литературна норма: Черкези; на албански: Çerkezi) е село в Северна Македония, в община Куманово.

## География
Селото е разположено в котловината Жеглигово в източните поли на Скопска Църна гора.

## История
В края на XIX век селото е черкезко и се казва Черкез кьой. Според статистиката на Васил Кънчов („Македония. Етнография и статистика“) от 1900 година Черкезко село е населявано от 120 жители черкези. По време на Балканските войни черкезкото население на селото се изселва. През 1916 година в Черкезко село живеят четирима албанци и един бошняк.
В 1994 година жителите на селото са 3417, от които 3247 албанци, 104 северномакедонци, 50 сърби, 1 турчин, 14 други и 1 непосочил национална принадлежност. Според преброяването от 2002 година селото има 3741 жители.
| Националност     | Всичко |
| северномакедонци | 2      |
| албанци          | 3719   |
| турци            | 0      |
| роми             | 0      |
| власи            | 0      |
| сърби            | 0      |
| бошняци          | 4      |
| други            | 16     |